# 克吕莱
克吕莱（法語：Crulai，法語發音：[kʁylɛ] ⓘ）是法国奥恩省的一个市镇，属于莫尔塔涅欧佩什区。

## 地理
克吕莱（48°42'18"N, 0°40'0"E）面积22.5 平方千米，位于法国诺曼底大区奧恩省，该省份为法国西北部内陆省份，北起顺时针与卡爾瓦多斯省、厄尔省、厄尔-卢瓦省、萨尔特省、马耶讷省和芒什省接壤。
与克吕莱接壤的市镇（或旧市镇、城区）包括：伊通河畔圣旺、拉沙佩勒维耶勒、伊赖、莱萨斯普尔、维特赖苏莱格勒。

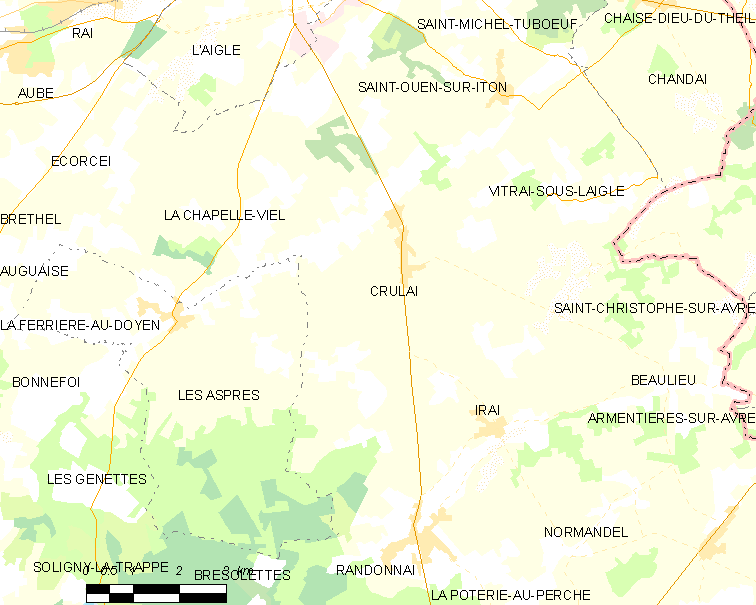
克吕莱的OSM定位图

克吕莱的时区为UTC+01:00、UTC+02:00（夏令时）。

## 行政
克吕莱的邮政编码为61300，INSEE市镇编码为61140。

## 政治
克吕莱所属的省级选区为图鲁夫尔欧佩什县。

## 人口

1962-2008年间克吕莱人口变化图示

克吕莱于2022年1月1日时的人口数量为803人。